# Rovina (Počepice)
Rovina (v místním nářečí Roviň) je vesnice, část obce Počepice v okrese Příbram ve Středočeském kraji. Nachází se asi 1,5 kilometru východně od Počepic. Vesnicí protéká Rovinský potok. Je zde evidováno 68 adres. V roce 2011 zde trvale žilo 155 obyvatel.
Rovina je také název katastrálního území o rozloze 4,32 km².

## Historie
První písemná zmínka o vesnici pochází z roku 1450.

## Obyvatelstvo
| Rok            | 1869 | 1880 | 1890 | 1900 | 1910 | 1921 | 1930 | 1950 | 1961 | 1970 | 1980 | 1991 | 2001 | 2011 | 2021 |
| -------------- | ---- | ---- | ---- | ---- | ---- | ---- | ---- | ---- | ---- | ---- | ---- | ---- | ---- | ---- | ---- |
| Počet obyvatel | 376  | 343  | 351  | 350  | 336  | 322  | 273  | 200  | 194  | 200  | 173  | 140  | 147  | 155  | 148  |
| Počet domů     | 49   | 50   | 52   | 51   | 52   | 52   | 54   | 57   | 50   | 45   | 43   | 50   | 55   | 60   | 66   |

## Obecní správa
Při sčítání lidu v letech 1850–1879 Rovina byla osadou obce Počepice v okrese Sedlčany. V letech 1880–1976 byla samostatnou obcí, se kterým patřila nejprve do okresu Sedlčany, ale od roku 1960 v okrese Příbram. Od 1. dubna 1976 je opět částí obce Počepice v okrese Příbram.

## Pamětihodnosti
- Východně od vesnice se nachází přírodní památka Jezera s výskytem kuňky obecné.

## Galerie

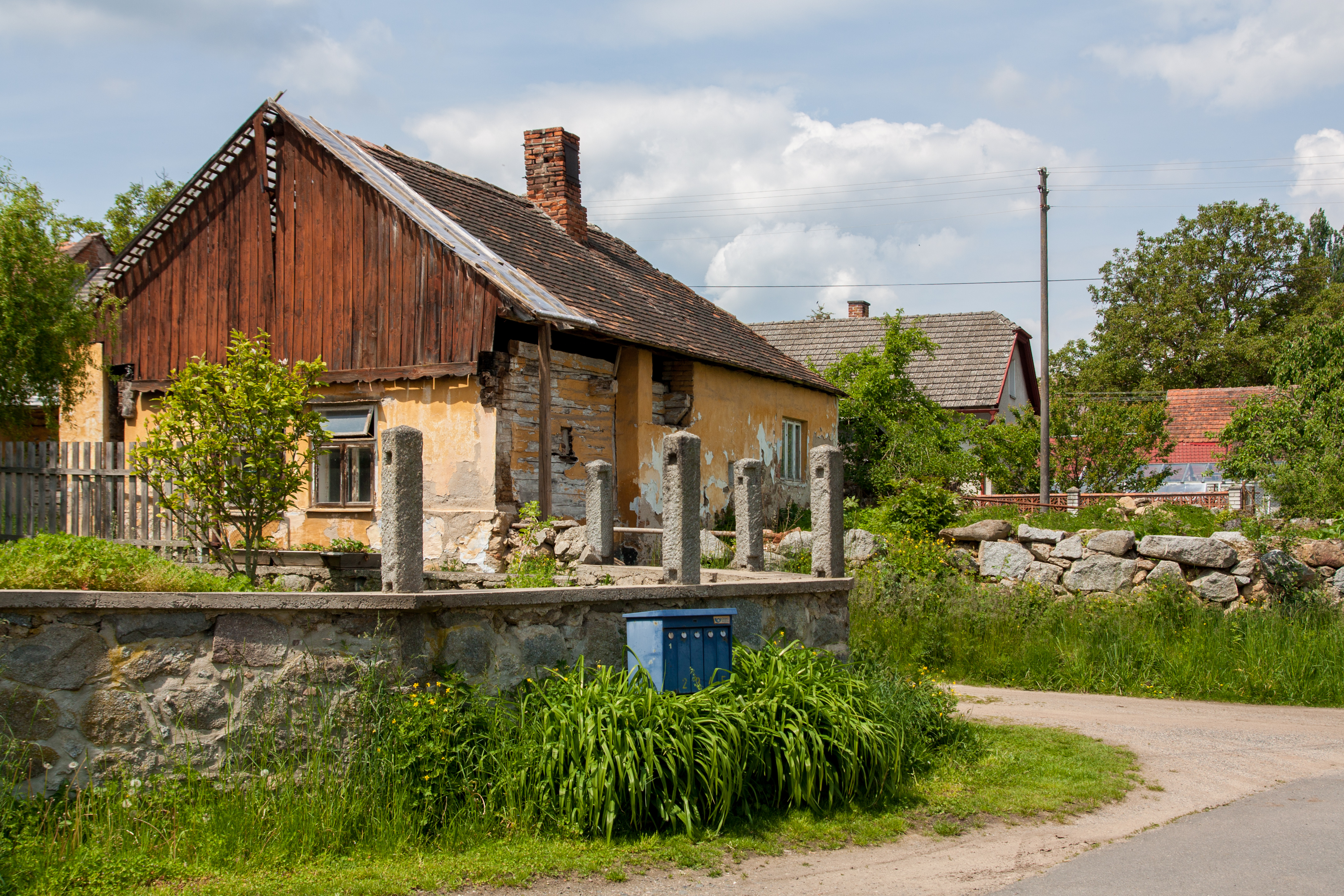
Usedlost (2019)
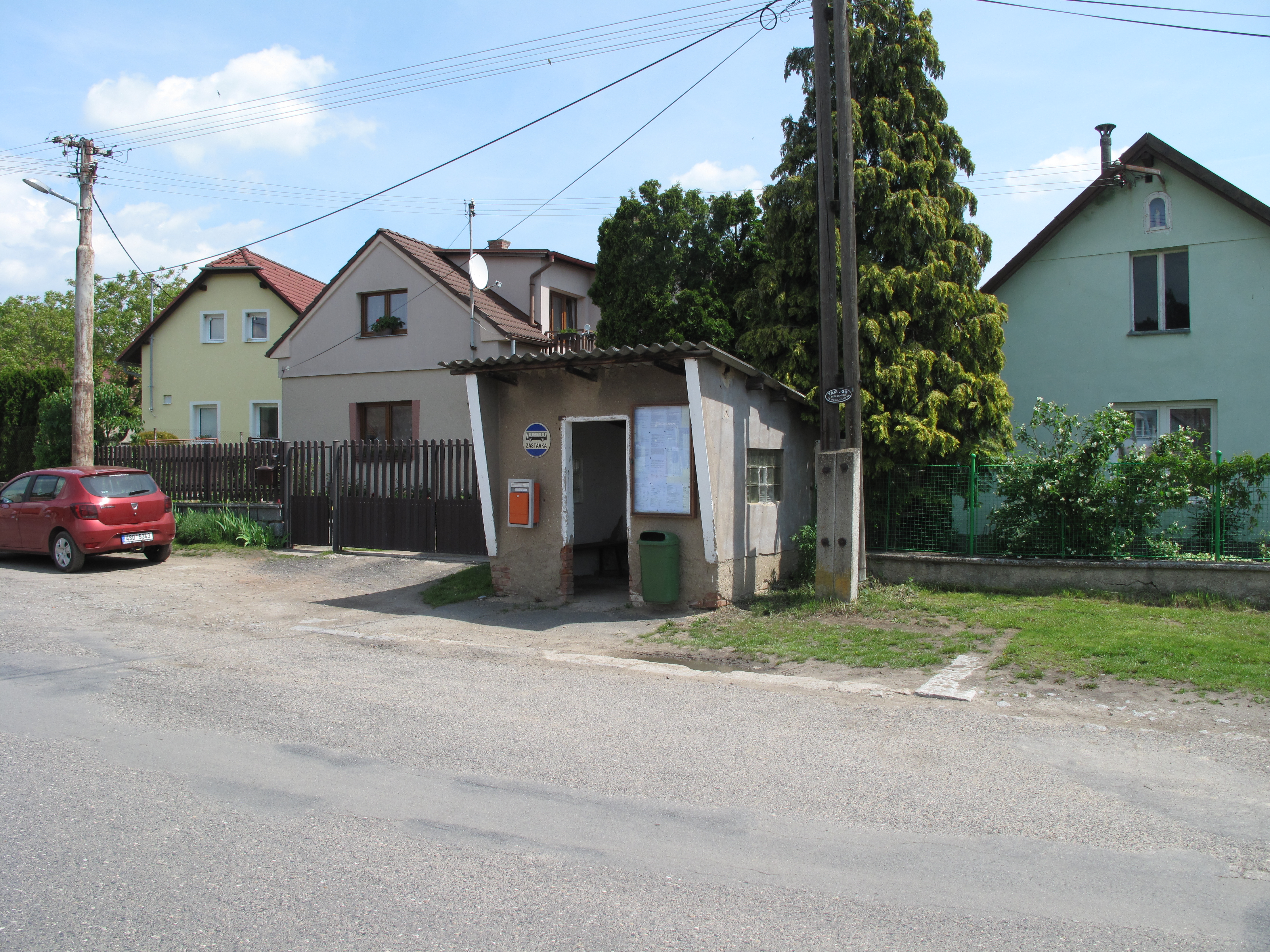
Autobusová zastávka (2019)
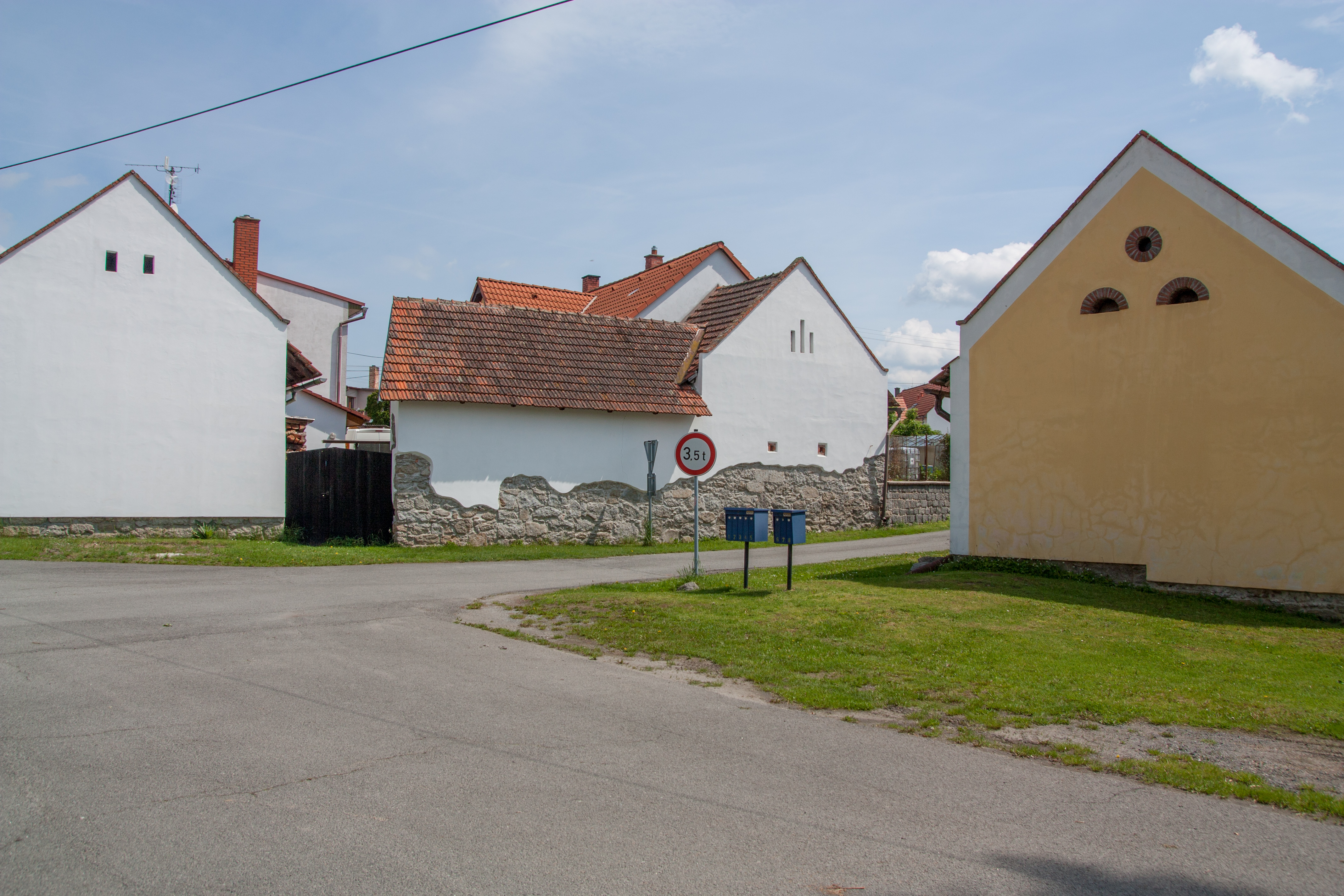
Domy (2019)
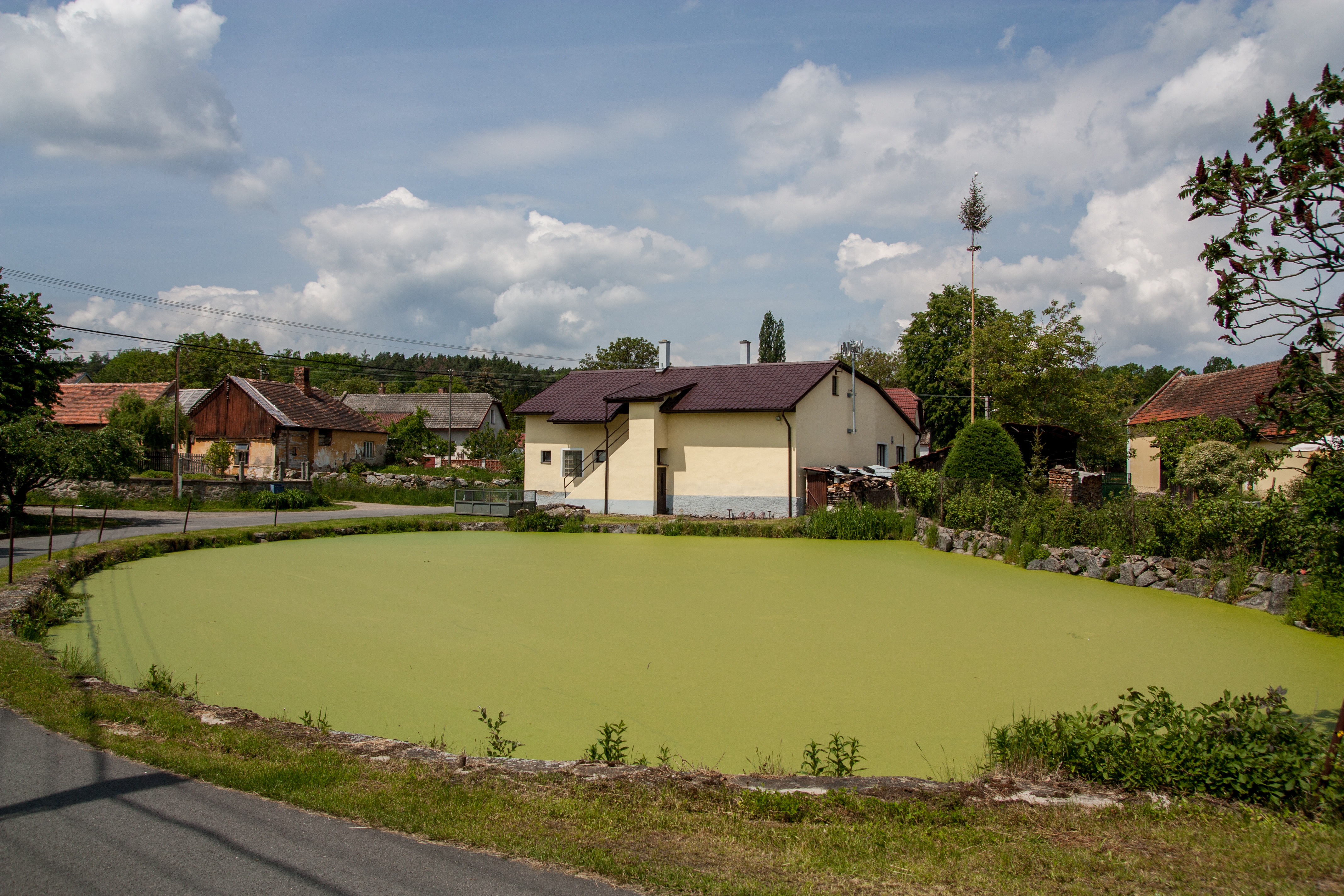
Rybník (2019)
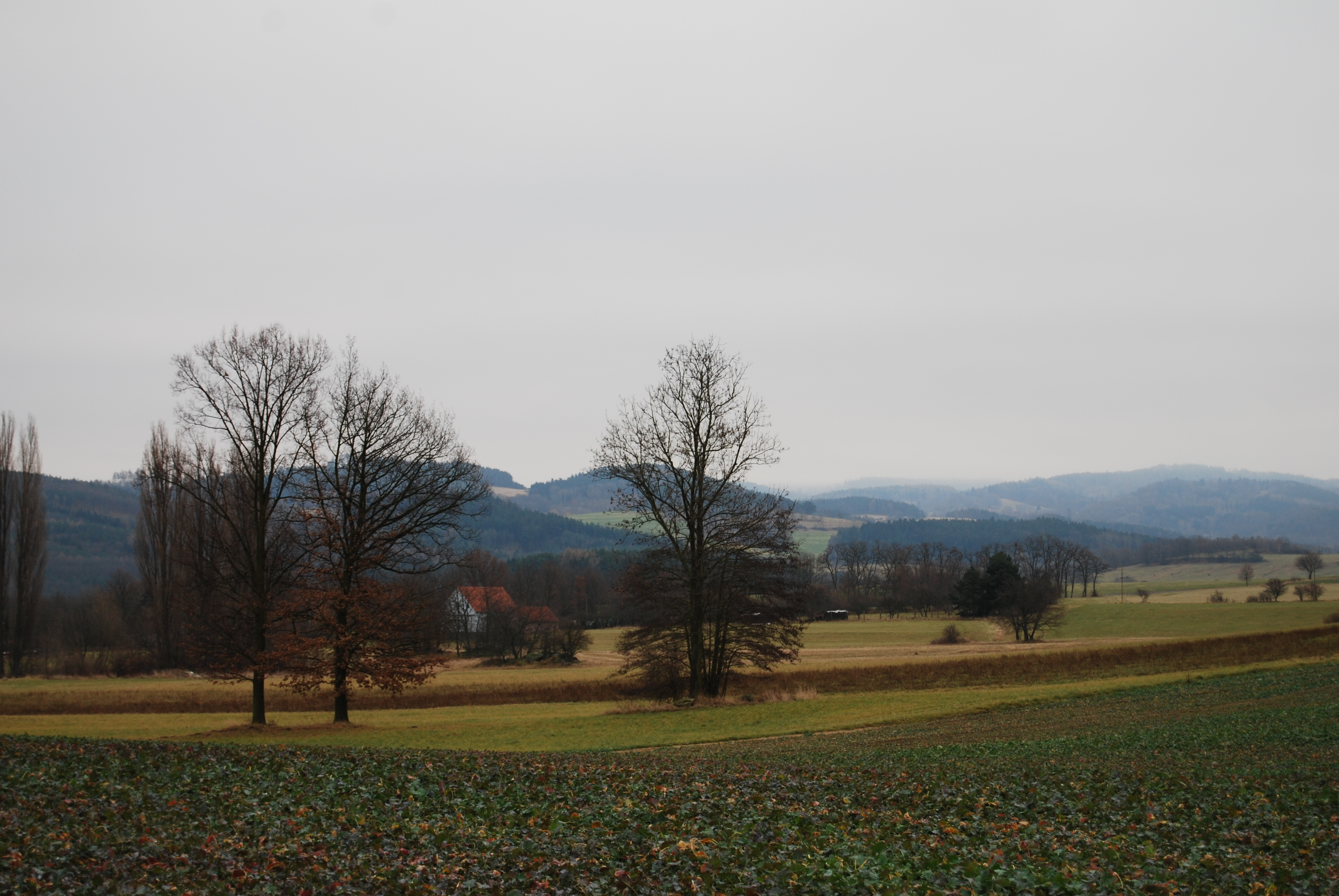
Pohled na okolí vesnice